# 谷朗墓
26°15′38.0″N 113°02′15.4″E / 26.260556°N 113.037611°E
谷朗墓，是三国时期吴国官员谷朗的墓葬，位于湖南省衡阳市耒阳市亮源乡睦村南谷家坳，1983年被公布为湖南省文物保护单位。

## 谷朗生平
谷朗，字义先，生于218年，耒阳人。谷朗仕于吴国，累迁浏阳县令、都尉尚书郎、大中正大夫、九真太守。
谷朗卒于272年，享年54岁。谷朗的墓碑以他的最高官职命名，全称是“吴九真太守谷朗碑”。

## 建筑概况

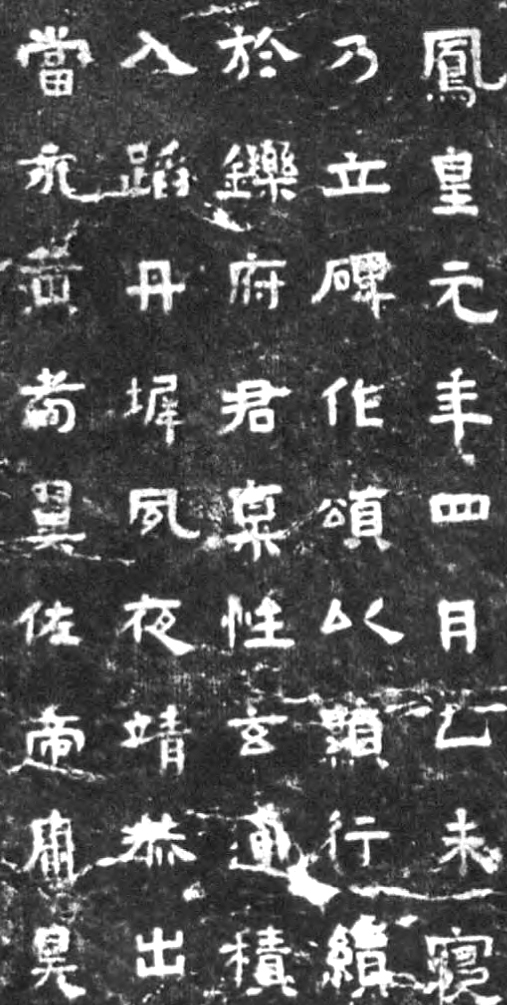
谷朗碑

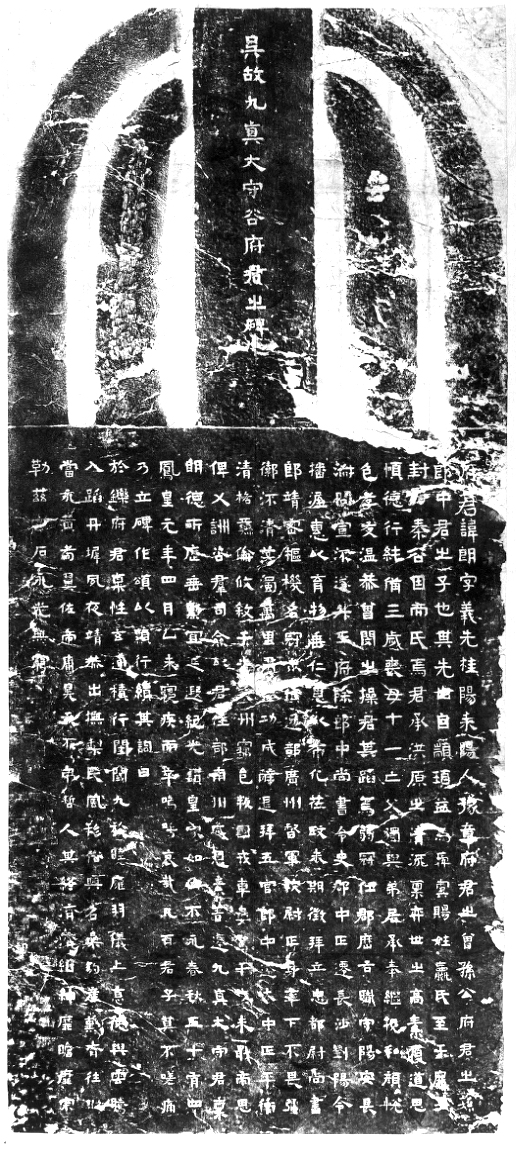
「谷朗碑」的整體像

谷朗墓占地面积约38平方米，碑座残高0.8米。
谷朗墓坐东朝西，为麻石墓围。
墓前西南方本来有一朗公祠，已倒塌。
谷朗墓的墓碑（谷朗碑）高176厘米，宽72厘米。现存于耒阳市蔡侯祠，不在谷朗墓旁边。